# 新庄直知
新庄 直知（しんじょう なおとし、1879年（明治12年）3月16日 - 1945年（昭和20年）8月28日）は、明治から昭和期の鉄道技術者、政治家、華族。貴族院子爵議員。新荘と表記される場合がある。元常陸国の麻生藩主の家系。

## 経歴
本籍・茨城県行方郡麻生町。司法官・新庄直陳の長男として生まれた。父の死去に伴い、1913年（大正2年）6月20日、子爵を襲爵した。
1908年（明治41年）7月、東京帝国大学工科大学造兵学科を卒業。1910年（明治43年）鉄道院（後の日本国有鉄道の前身）技手に就任。その後、同技師、同嘱託などを務めた。
1917年（大正6年）3月10日、貴族院子爵議員補欠選挙で当選し、研究会に所属して活動し、1939年（昭和14年）7月9日まで4期在任した。
1945年（昭和20年）2月19日に隠居し、同年8月に死去した。

## 親族
- 妻：フミ（旧熊本藩家老沢村重男爵長女）[1]
- 長男：直孝（1944年9月21日戦死）[1]
- 二男：直英[1]
- 三男：直春
- 弟：新庄巍（北海道帝国大学予科教授）